# Isidoro San José
Isidoro San José Pozo (født 27. oktober 1955 i Madrid, Spanien) er en tidligere spansk fodboldspiller (højre back).
San Josés seniorkarriere strakte sig fra 1974 til 1987, og blev primært tilbragt hos Real Madrid. Han spillede 183 ligakampe for kongeklubben, og var blandt andet med til at vinde fire spanske mesterskaber samt UEFA Cuppen i både 1985 og 1986. Han sluttede sin karriere af med en enkelt sæson hos RCD Mallorca.
San José spillede desuden 13 kampe for det spanske landshold, og var med i truppen til VM i 1978 i Argentina. Han spillede alle spaniernes tre kampe i turneringen, men kunne ikke forhindre, at holdet blev slået ud efter det indledende gruppespil.
Inden sin karriere på A-landsholdet havde San José også spillet for det spanske U/21-landshold, der deltog ved OL i 1976 i Montreal.

## Titler
UEFA Cup
- 1985 og 1986 med Real Madrid

La Liga
- 1978, 1979, 1980 og 1986 med Real Madrid

Copa del Rey
- 1974, 1980 og 1982 med Real Madrid

Copa de la Liga
- 1985 med Real Madrid